# You (sèrie de televisió)
You és una sèrie de televisió de thriller psicològic nord-americana creada per Greg Berlanti i Sera Gamble. Produïda per Warner Horizon Television, Alloy Entertainment i A&E Studios. La primera temporada de la sèrie es basa en la novel·la homònima de Caroline Kepnes del 2014. Joe Goldberg, un gerent d'una llibreria de Nova York (Penn Badgley) s'enamora i s'obsessiona de Guinevere Beck (Elizabeth Lail). Compta amb l'aparició de Luca Padovan, Zach Cherry i Shay Mitchell en papers secundaris.
La sèrie es va estrenar a Lifetime el 9 de setembre de 2018, als Estats Units. El 26 de juliol de 2018, abans de l'estrena de la sèrie, Lifetime va anunciar la renovació d'una segona temporada basant-se en la seqüela de la novel·la de Kepnes, Hidden Bodies. La sèrie va atreure un públic limitat a Lifetime. El 3 de desembre de 2018, es va anunciar que la sèrie es traslladaria a Netflix com a títol "Netflix Original". El 26 de desembre de 2018, es va estrenar a escala internacional a través de la plataforma de Netflix, convertint-se en un gran èxit.

## Sinopsi
La primera temporada de You explica la història de Joe Goldberg, encarregat d'una llibreria a la ciutat de Nova York, que coneix una clienta de la llibreria anomenada Guinevere Beck, aspirant a escriptora. Joe s'obsessiona amb ella, per aconseguir captar la seva atenció és capaç de manipular-la, tot utilitzant les xarxes socials per assabentar-se dels seus moviments i eliminar tots els possibles obstacles que impedeixen la relació.

## Repartiment i personatges

### Principals

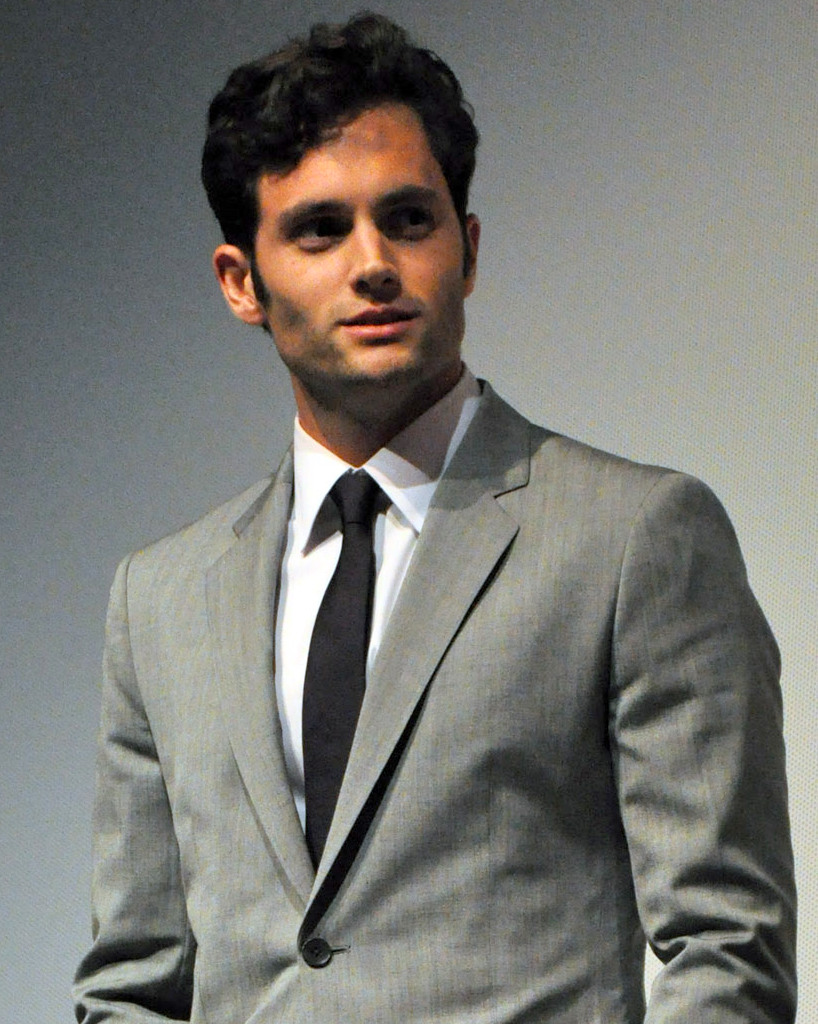
L'actor Penn Badgley interpreta Joe Goldberg

- L'actor Penn Badgley interpreta Joe GoldbergPenn Badgley com Joe Goldberg,[1] gerent de la llibreria a Mooney's que persegueix i comença una relació amb la Beck.
- Elizabeth Lail com Guinevere Beck,[2] estudiant graduada de la Universitat de Nova York i aspirant a escriptora.
- Shay Mitchell com Peach Salinger,[3] amiga de la Beck i enamorada de la Beck en secret.
- Lucca Padovan com Paco,[2] veí d'en Joe.
- Zach Cherry com Ethan Russell,[2] ajudant a la llibreria on treballa en Joe.

### Recurrents
- Nicole Kang com Lynn Lieser,[4] amiga de la Beck.
- Kathryn Gallagher com Annika Attwater, amiga de la beck i popular influencer de les xarxes socials.
- John Stamos com el Dr. Nicky, terapeuta de Beck.[5][6]
- Daniel Cosgrove com Ron, novio maltratador de la mare d'en Paco.
- Hari Nef com Blythe, estudiant rival de la Beck.
- Victoria Cartagena com Claudia, mare d'en Paco.
- Ambyr Childers com Candace Stone, exparella d'en Joe.
- Mark Blum com Sr. Mooney, propietari de la llibreria que treballa el Joe.
- Lou Taylor Pucci com Benjamin «Benji» Ashby III, exparella de la Beck.
- Natalie Paul com Karen Minty, nova parella d'en Joe quan aquest talla amb la Beck.
- Michael Maize com l'oficial Nico, oficial de policia.

## Episodis
| N.º | Títol original                  | Dirigit per        | Escrit per                       | Data d'emissió original | Audiència (milions) |
| --- | ------------------------------- | ------------------ | -------------------------------- | ----------------------- | ------------------- |
| 1   | «Pilot»                         | Lee Toland Krieger | Greg Berlanti & Sera Gamble      | 9 de setembre de 2018   | 0.82                |
| 2   | «The Last Nice Guy in New York» | Lee Toland Krieger | Sera Gamble                      | 16 de setembre de 2018  | 0.77                |
| 3   | «Maybe»                         | Marcos Siega       | April Blair                      | 23 de setembre de 2018  | 0.57                |
| 4   | «The Captain»                   | Vic Mahoney        | Michael Foley                    | 30 de setembre de 2018  | 0.56                |
| 5   | «Living with the Enemy»         | Marta Cunningham   | Neil Reynolds                    | 7 d'octubre de 2018     | 0.57                |
| 6   | «Amour Fou»                     | Marcos Siega       | Adria Lang                       | 14 d'octubre de 2018    | 0.71                |
| 7   | «Everythingship»                | Kellie Cyrus       | April Blair & Amanda Zetterström | 21 d'octubre de 2018    | 0.62                |
| 8   | «You Got Me, Babe»              | Erin Feeley        | Caroline Kepnes                  | 28 d'octubre de 2018    | 0.49                |
| 9   | «Candace»                       | Martha Mitchell    | Kelli Breslin & Michael Foley    | 4 de novembre de 2018   | 0.47                |
| 10  | «Bluebeard's Castle»            | Marcos Siega       | Sera Gamble & Neil Reynolds      | 11 de novembre de 2018  | 0.53                |

## Producció

### Desenvolupament
Al febrer de 2015, es va anunciar que Greg Berlanti i Sera Gamble desenvoluparan una sèrie basada en la novel·la de Caroline Kepnes titulada You: A Novel. Berlanti i Gamble com a guionistes, amb Lee Toland Krieger adjunt per dirigir el pilot. Inicialment la sèrie va ser escrita per Showtime, però finalment no va ser acceptada per aquesta televisió.
El projecte va ser apartat durant dos anys, fins que a l'abril de 2017 la sèrie va ser adquirida per Lifetime, va donar llum verda per a una temporada de 10 episodis.
El 26 de juliol de 2018, abans de l'estrena de la sèrie, Lifetime va anunciar que la sèrie havia estat renovada per a una segona temporada.
El 3 de desembre de 2018, es va confirmar que Lifetime havia passat la sèrie i que Netflix es convertia en la nova productora de la sèrie, convertint-se en una sèrie de Netflix originals

### Càsting
El paper de Penn Badgley com a personatge principal Joe Goldberg va ser anunciat al juny de 2017. El càsting d'Elizabeth Lail com a Guinevere Beck va ser anunciat el juliol de 2017, així com Luca Padovan com a veí de Joe, Paco, i Zach Cherry com Ethan, un empleat de llibreria que treballa amb en Joe. Shay Mitchell va ser anunciada com Peach Salinger, la rica amiga de Beck, a l'agost de 2017.
Al setembre de 2017 s'anunciava que Hari Nef interoretaria a Blythe, un company del programa MFA on participa la Beck. Uns dies més tard, es va anunciar que Daniel Cosgrove havia obtingut un paper secundari com a Ron, un oficial correccional. A l'octubre de 2017, Michael Maize i Ambyr Childers van ser presentats com els personatges Nico i Candace, respectivament. Es va anunciar al novembre de 2017 que John Stamos donaria vida al doctor Nicky, el terapeuta de Beck.